# Комонфорт (муниципалитет)
Комонфорт (исп. Comonfort) — муниципалитет в Мексике, штат Гуанахуато, с административным центром в одноимённом городе. Численность населения, по данным переписи 2010 года, составила 77 794 человека.

## Общие сведения
Название Comonfort дано в честь президента Игнасио Комонфорта.
Площадь муниципалитета равна 489 км², что составляет 1,6 % от общей площади штата, а наивысшая точка расположена в поселении Лас-Минас и равна 2428 метрам.
Комонфорт граничит с другими муниципалитетами штата Гуанахуато: на севере и востоке с Сан-Мигель-де-Альенде, на юго-востоке с Апасео-эль-Гранде, на юге с Селаей, и на западе с Санта-Крус-де-Хувентино-Росасом.

## Учреждение и состав
Муниципалитет был образован в 1861 году, в его состав входит 148 населённых пунктов, самые крупные из которых:
| Код INEGI | Населённый пункт                                                                     | Численность населения (2005 год) | Численность населения (2010 год) |
| --------- | ------------------------------------------------------------------------------------ | -------------------------------- | -------------------------------- |
| 009       | Всего                                                                                | 70189                            | 77794                            |
| 0001      | Комонфорт (исп. Comonfort) 20°42′54″ с. ш. 100°45′24″ з. д.                          | 21947                            | 23683                            |
| 0010      | Эмпальме-Эскобедо (исп. Empalme Escobedo) 20°40′21″ с. ш. 100°44′59″ з. д.           | 12423                            | 13384                            |
| 0025      | Неутла (исп. Neutla) 20°42′24″ с. ш. 100°50′19″ з. д.                                | 3616                             | 3797                             |
| 0014      | Хальпилья (исп. Jalpilla) 20°43′54″ с. ш. 100°43′12″ з. д.                           | 1972                             | 2065                             |
| 0007      | Дельгадо-де-Арриба (исп. Delgado de Arriba) 20°43′24″ с. ш. 100°54′07″ з. д.         | 1916                             | 2038                             |
| 0018      | Ландин (исп. Landín) 20°45′19″ с. ш. 100°54′21″ з. д.                                | 1526                             | 1839                             |
| 0029      | Ордунья-де-Абахо (исп. Orduña de Abajo) 20°45′29″ с. ш. 100°46′58″ з. д.             | 1412                             | 1538                             |
| 0024      | Моралес (исп. Morales) 20°46′43″ с. ш. 100°48′32″ з. д.                              | 1464                             | 1535                             |
| 0031      | Пальмильяс-де-Сан-Хуан (исп. Palmillas de San Juan) 20°46′08″ с. ш. 100°51′48″ з. д. | 1240                             | 1467                             |
| 0049      | Лас-Трохас (исп. Las Trojas) 20°42′40″ с. ш. 100°46′51″ з. д.                        | 1159                             | 1442                             |
| 0033      | Пикачо (исп. Picacho) 20°42′39″ с. ш. 100°38′09″ з. д.                               | 1006                             | 1306                             |

## Экономика
По статистическим данным 2000 года, работоспособное население занято по секторам экономики в следующих пропорциях: сельское хозяйство, скотоводство и рыбная ловля — 22,3 %, промышленность и строительство — 34,9 %, сфера обслуживания и туризма — 39,4 %, прочее — 3,4 %.

## Инфраструктура
По статистическим данным 2010 года, инфраструктура развита следующим образом:
- электрификация: 96,2 %;
- водоснабжение: 87,8 %;
- водоотведение: 74,5 %.

## Фотографии

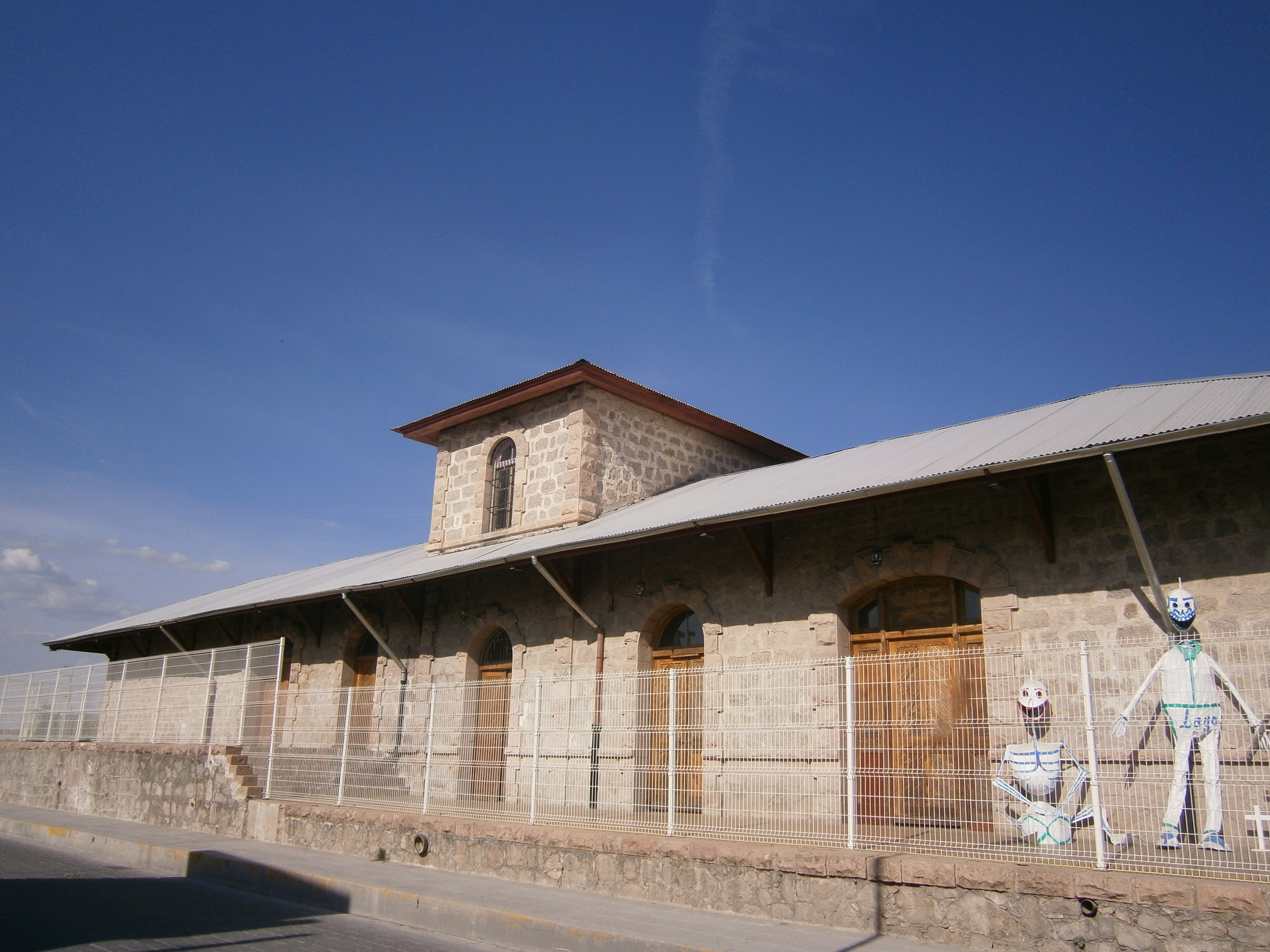
Закрытая ж/д станция
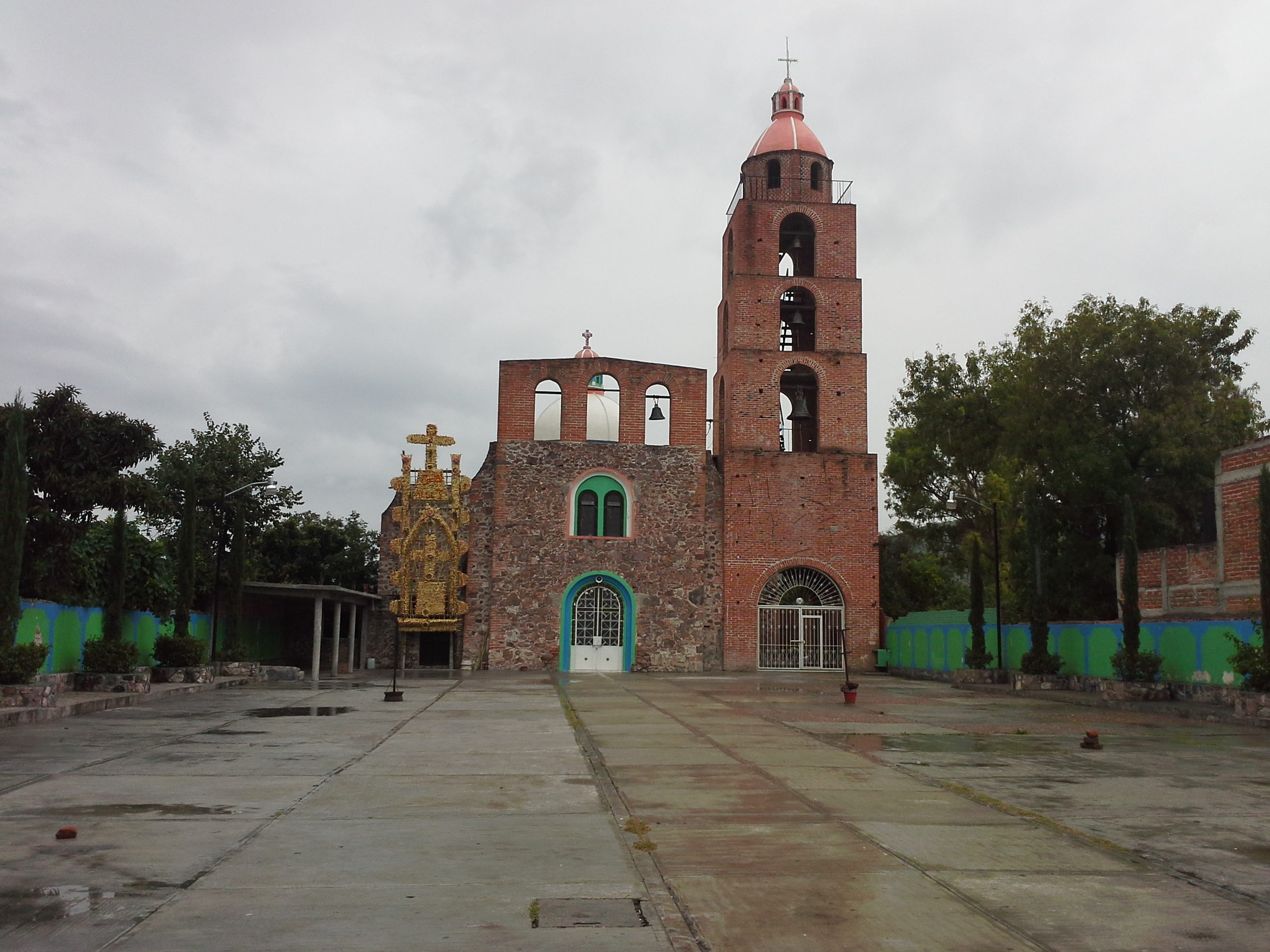
Церковь в Ордунья-де-Абахо